# فتق میزراه
افتادگی (پرولاپس) میزراه زن از راه مئای ادراری را فتق میزراه یا اورتروسل (به انگلیسی: urethrocele) می‌گویند.
در فتق میزراه، بیرون‌زدگی میزراه (پیشابراه) زنان به داخل فرج رخ می‌دهد.
ضعف بافتهای نگهدارنده پیشابراه موجب می‌شود میزراه به سمت دیواره قدامی و دیستال مهبل افتادگی پیدا کند. فتق میزراه گاه با افتادگی مثانه (سیستوسل) همراه است که به آن سیستواورتروسل گفته می‌شود.